# Eugene Joseph Butler
Eugene Joseph Butler CSSp (ur. 23 października 1900 w Belfaście, zm. 3 maja 1981) – irlandzki duchowny rzymskokatolicki, duchacz, misjonarz, biskup mombaski.

## Życiorys
17 czerwca 1928 przyjął święcenia prezbiteriatu i został kapłanem Zgromadzenia Ducha Świętego pod opieką Niepokalanego Serca Maryi Panny.
26 stycznia 1957 papież Pius XII mianował go biskupem mombaskim i zanzibarskim. 11 maja 1957 przyjął sakrę biskupią z rąk biskupa Down-Connor Daniela Mageeana. Współkonsekratorami byli biskup Derry Neil Farren oraz biskup Dromore Eugene O’Doherty.
12 grudnia 1964 nastąpił podział diecezji mombaskiej i zanzibarskiej. Od tego dnia bp Butler nosił tytuł biskupa mombaskiego. Był on pierwszym w historii biskupem zasiadającym na mombaskiej katedrze i jedynym zagranicznym misjonarzem na niej. Jako ojciec soborowy wziął udział w soborze watykańskim II.
27 lutego 1978, dwa lata po osiągnięciu wieku emerytalnego, przeszedł na emeryturę.